# Marit Knutsdatter Strand

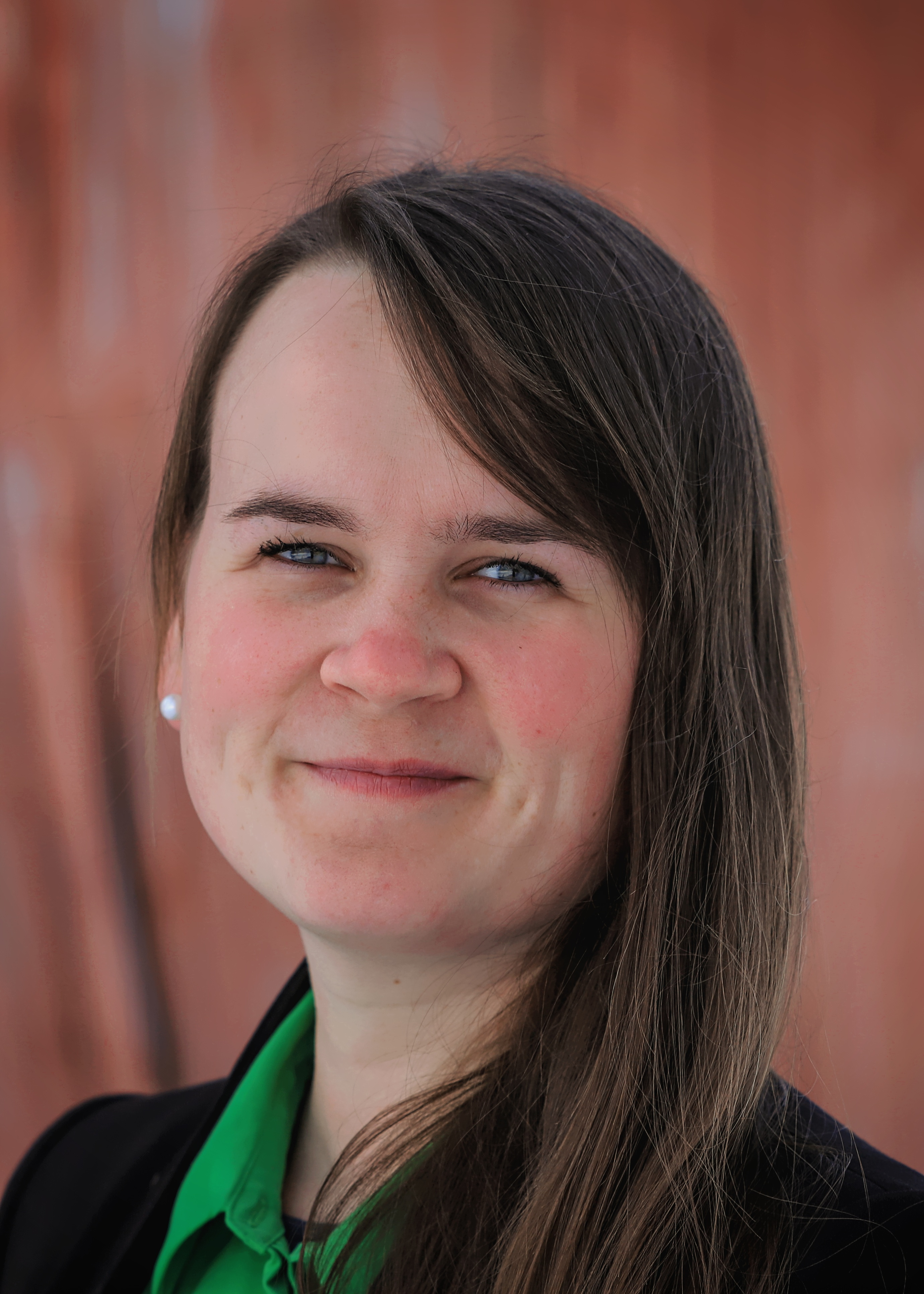
Marit Knutsdatter Strand, 2021

Marit Knutsdatter Strand (* 27. April 1992 in Lørenskog) ist eine norwegische Politikerin der Senterpartiet (Sp). Seit 2017 ist sie Abgeordnete im Storting.

## Leben
Nachdem sie 2011 die weiterführende Schule Valdres abgeschlossen hatte, studierte sie von 2012 bis 2017 an der Universität für Umwelt- und Biowissenschaften. Zwischen 2012 und 2014 war sie im damaligen Fylke Oppland Vorsitzende der Sp-Parteijugend Senterungdommen. In der Zeit zwischen 2015 und 2017 saß Strand im Kommunalparlament von Øystre Slidre. Bei der Parlamentswahl 2017 zog sie erstmals in das norwegische Nationalparlament Storting ein. Dort vertritt sie den Wahlkreis Oppland und wurde Mitglied im Bildungs- und Forschungsausschuss. Nach der Wahl 2021 wurde sie stellvertretende Vorsitzende des Ausschusses.
Im Mai 2024 gab sie bekannt, dass sie bei der Stortingswahl 2025 keine erneute Kandidatur beabsichtige. Sie begründete ihren Verzicht damit, dass sie stattdessen ihr Familienleben priorisieren wolle.